# ماوچ
ماوچ (به لاتین: Małecz) یک روستا در لهستان است که در گمینا لوبوخنگا واقع شده‌است. ماوچ ۴۹۰ نفر جمعیت دارد.